# Miach
Mia Čičak (Zagreb, 25. svibnja 1997.), poznatija pod umjetničkim imenom Miach, hrvatska je pjevačica.  U rujnu 2022. objavila je debitantski EP Između nas za Aquarius Records, a godinu poslije, u studenome 2023. svoj debitantski studijski album Insomnia. Surađivala je s raznim izvođačima kao što su Grše, Hiljson Mandela, Peki, tam i drugi. Dana 29. ožujka 2025. izdala je drugi EP pod nazivom F4ZE.

## Rani život
Mia Čičak rođena je i odrasla u Zagrebu. Tijekom osnovne škole bavila se taekwondoom u kojem ima crni pojas.
Završila je preddiplomski sveučilišni studij Međunarodnih odnosa, a trenutno završava diplomski studij Poslovne ekonomije i globalizacije na Visokoj poslovnoj školi Libertas u Zagrebu.

## Karijera

### 2021. – 2023.: Počeci karijere i proboj na glazbenu scenu
U veljači 2021. pokrenula je YouTube kanal pod nazivom Mia Čičak na kojem objavljuje akustične obrade. Iste godine udružila se s hrvatskim tekstopiscima i producentima Vlahom Arbulićem i Mihovilom Šoštaršićem (poznatijim kao Lockroom) te je počela raditi na svojim prvim pjesmama u njihovom studiju Republika. Njihov prvi projekt bio je njezin debitantski singl "23 32" koji je samostalno izdala potkraj 2021. Početkom 2022. potpisala je diskografski ugovor s kućom Aquarius Records i nedugo zatim objavila svoj drugi singl "Budi tu". Njezin treći singl, "Trnci", objavljen je u srpnju 2022. Nastavljajući suradnju s tekstopiscem i producentom Šoštarićem, počela je raditi na svojem debitantskom EP-u Između nas, koji je objavila 19. rujna 2022. Glavni singl EP-a "NLO" nastao je u suradnji s reperom Hiljsonom Mandelom. Debitirajući na 28. mjestu, "NLO" je postao njezin prvi singl koji se našao na ljestvici HR Top 40. Nedugo zatim pjesma je bila nominirana za nagradu Cesarice za hit godine te je osvojila istoimenu nagradu za mjesec listopad. Dana 30. rujna 2022. održala je svoj prvi koncert u sklopu programa Lil Drito festivala u Tvornici kulture u Zagrebu.
Na dodjeli nagrada Cesarica 2023. Čičak je s pjesmom "NLO" bila nominirana u kategoriji Pjesme godine, ali je izgubila od pjesme Eni Jurišić "Trebaš li me". Dana 8. veljače 2023. nominirana je za 30. dodjelu Porina u kategoriji Najboljeg novog izvođača.
Singl "SMS" objavila je 6. ožujka 2023. godine. Dana 24. ožujka 2023., hrvatski reper Baks objavio je pjesmu "Gram" sa svojeg albuma Dopamin, na kojoj je gostovala. Nastupila je na Sea Star festivalu u Umagu 20. svibnja 2023. U lipnju 2023. objavila je ljetni remix svojeg singla "SMS". U listopadu je gostovala na EP-ju Besmrtni 2 Goce R.I.P.-a, na pjesmi "Navike".

### 2023. – danas: Prvi studijski album
21. studenoga 2023. godine objavila je svoj debitantski studijski album Insomnia uz glazbeni video za pjesmu "Led" na kojoj gostuje reper Grše.
Prvi samostalni koncert, rasprodan dva tjedna prije održavanja, Miach je održala u zagrebačkoj Tvornici kulture 8. ožujka 2024. godine. Miach je 22. ožujka osvojila nagradu Večernjakova ruža u kategoriji Novo lice godine, a na 31. dodjeli Porina 23. ožujka osvojila je sa Gršom nagradu za Najbolju vokalnu suradnju, na pjesmi "Led".. Početkom veljače 2024. izdala je singl Fantazija (feat. Grše). Dana 8. ožujka pjesma "Tempo" nominirana je za hit ožujka nagrade Cesarica.
U svibnju 2024, Miach je svoj glas posudila u animiranoj komediji Imaginarni prijatelji.
U lipnju 2024. Miach je također svoj glas posudila liku Valentini Ortiz u nastavku animiranog hita Izvrnuto obrnuto 2.
Miach je 7. kolovoza 2024. nastupila u Pulskoj areni kao predgrupa Jasonu Derulu.
Dana 7. listopada 2024. pjesma "Iluzija" nominirana je za hit listopada nagrade Cesarica.
Dana 28. listopada 2024. Miach i Hiljson Mandela objavili su singl »Anđeo« kao dio službenog soundtracka za hrvatsku televizijsku seriju Sram. S tom su pjesmom postali prvi glazbenici pod diskografskom kućom Yem koji su dosegli prvo mjesto lista HR Top40 i Billboard Croatia. Pjesma također drži prvo mjesto na Shazamu.
Dana 29. listopada 2024. Miach je postala dobitnica nagrade "Moj prvi Music Pub" koju dodjeljuje hrvatski novinar Zlatko Turkalj u sklopu svoje emisije Music Pub Hrvatskog radija koja se dodjeljuje od 1992. godine glazbenicima za njihov glazbeni rad u tekućoj godini.
Miach je uz Hiljsona Mandelu, Gršu, Josipu Lisac i Baby Lasagnu nastupila na dočeku Nove godine 2025. na Trgu Bana Jelačića u Zagrebu.
Drugi samostalni koncert održan je 5. travnja 2025. u Tvornici kulture u Zagrebu.
Miach će sa Hiljsonom Mandelom, z++ i Baby Lasagnom nastupiti na popularnom hrvatskom EDM festivalu Forestlandu koji se održava 18. i 19. srpnja 2025. u Međimurju
Miach je u kategoriji za Pjevačicu godine osvojila nagradu Zlatni studio 2025., a konkurencija su joj bile Doris Dragović i Vanna.
Miach je bila najavila svoj drugi solo koncert u zagrebačkoj Tvornici kulture koji se održao 5. travnja 2025. 
Koncert je u nekoliko sati rasprodan te je tako postao najbrže rasprodani koncert diskografske kuće YEM u Tvornici, a radi velike potražnje prebačen je u Boćarski dom.
Miach je najavljena kao nova headlinerica umaškog EDM festivala Sea Star koji se održao u Umagu od 22. do 25. svibnja 2025. godine.
Magazin Story je povodom 23. rođendana, 13. svibnja, uz podršku partnera 12. put po redu nagradio brojne domaće i regionalne medijske, umjetničke i estradne zvijezde za njihov doprinos kulturi i umjetnosti. Između ostalih je nagrađena i Miach za singl Anđeo, duet sa Hiljsonom Mandelom.

## Glazbeni stil i utjecaji

### Glazbeni stil i tekstopisanje
Svoje prve pjesme koje je sama napisala opisuje kao mješavinu modernog R&B i pop zvuka. Svoja životna iskustva koristi kao inspiraciju svom radu, ali je izjavila da su "neki tekstovi u potpunosti proizvod njezine mašte, a ne kao obično autobiografski". U intervjuu za portal Glazba.hr istaknula je kako joj pisanje pjesme lako pada jer je "pisala pjesme kao dijete, a u jednom trenutku čak i knjigu".

### Utjecaji
Kao svoje glazbene utjecaje navodi Snoh Aalegru, Jhené Aiko, Nicki Minaj, Drakea, Lil Waynea i Summer Walker.

## Diskografija

### Albumi
| Naslov                    | Detalji | Plasman na ljestvici |
| Naslov                    | Detalji | HR                   |
| ------------------------- | --- | -------------------- |
| Između nas                | - Objavljeno: 19. rujna 2022. - Format: digitalni format, preuzimanje - Diskografska kuća: Aquarius Records   | –                    |
| Između nas (Live Session) | - Objavljeno: 5. prosinca 2022. - Format: digitalni format, preuzimanje - Diskografska kuća: Aquarius Records | –                    |
| Insomnia                  | - Objavljeno: 21. studenoga 2023. - Format: digitalni format - Diskografska kuća: yem                         | –                    |
| F4ZE                      | - Objavljeno: 29. ožujka 2025. - Format: digitalni format - Diskografska kuća: yem                            | –                    |

### Singlovi

#### Kao glavni izvođač
| Naslov                                            | Godina | Plasman na ljestvici | Plasman na ljestvici | Album      |
| Naslov                                            | Godina | HR Top 100           | HR Billboard         | Album      |
| ------------------------------------------------- | ------ | -------------------- | -------------------- | ---------- |
| "23 32"                                           | 2021.  | –                    | –                    | Singl      |
| "Budi tu"                                         | 2022.  | –                    | –                    | Singl      |
| "Trnci"                                           | 2022.  | –                    | –                    | Singl      |
| "NLO" (s Hiljsonom Mandelom)                      | 2022.  | 6.                   | –                    | Između nas |
| "SMS"                                             | 2023.  | 19.                  | –                    | Singl      |
| "Led" (s Gršom)                                   | 2023.  | 2.                   | 7.                   | Insomnia   |
| "Tempo"                                           | 2024.  | 12.                  | –                    | Insomnia   |
| "Iluzija"                                         | 2024.  | 9.                   | –                    | Singl      |
| "Anđeo" (u suradnji sa Hiljson Mandela) za "Sram" | 2024.  | 1.                   | 1.                   | Singl      |
| "FAZA"                                            | 2025.  | 2.                   | 8.                   | F4ZE       |
| "Honolulu"                                        | 2025.  | 3.                   | –                    | F4ZE       |

#### Kao gostujući izvođač
| Naslov                    | Godina | Plasman | Plasman      | Album          |
| Naslov                    | Godina | HR      | HR Billboard | Album          |
| ------------------------- | ------ | ------- | ------------ | -------------- |
| "Gram" (s Baksom)         | 2023.  | –       | –            | Dopamin        |
| "Navike" (s Gocom R.I.P.) | 2023.  | –       | –            | Besmrtni 2     |
| "Fantazija" (s Gršom)     | 2024.  | 15.     | 1.           | Dalmatino      |
| "Vatra" (s Bejbe)         | 2024.  | –       | –            | Glasne tišine  |
| "Vanilla Sky" (s Tam)     | 2024.  | –       | –            | Singl          |
| "Tika Taka" (s Pekijem)   | 2025.  | 38.     | 24.          | Fortuna Deluxe |

## Nagrade i nominacije
| Godina | Nagrada            | Kategorija                  | Izvođač / Djelo | Rezultat   | Ref.   |
| ------ | ------------------ | --------------------------- | --------------- | ---------- | ------ |
| 2022.  | Cesarica           | Hit listopada               | "NLO"           | Pobjeda    | [ 48 ] |
| 2023.  | Cesarica           | Hit godine                  | "NLO"           | Nominacija | [ 49 ] |
| 2023.  | Porin              | Novi izvođač godine         | Miach           | Nominacija | [ 50 ] |
| 2024.  | Cesarica           | Hit prosinca                | "Led"           | Pobjeda    | [ 51 ] |
| 2024.  | Zlatni studio      | Najbolje novo lice u glazbi | Miach           | Nominacija | [ 52 ] |
| 2024.  | Večernjakova ruža  | Novo lice godine            | Miach           | Pobjeda    | [ 53 ] |
| 2024.  | Cesarica           | Hit veljače                 | "Fantazija"     | Pobjeda    | [ 54 ] |
| 2024.  | Porin              | Najbolja vokalna suradnja   | "Led"           | Pobjeda    | [ 55 ] |
| 2024.  | Cesarica           | Hit ožujka                  | "Tempo"         | Nominacija | [ 56 ] |
| 2024.  | Cesarica           | Hit rujna                   | "Iluzija"       | Nominacija | [ 57 ] |
| 2024.  | Moj prvi Music Pub | Nagrada urednika            | Miach           | Pobjeda    | [ 58 ] |
| 2024.  | Zlatni studio      | Najbolja pjevačica          | Miach           | Pobjeda    | [ 59 ] |
| 2024.  | Zlatni studio      | Najbolja pjesma             | "Fantazija"     | Nominacija | [ 60 ] |
| 2024.  | Cesarica           | Hit studenog                | "Anđeo"         | Pobjeda    | [ 61 ] |
| 2024.  | Cesarica           | Hit godine                  | "Fantazija"     | Nominacija | [ 62 ] |
| 2024.  | Cesarica           | Hit godine                  | "Anđeo"         | Nominacija | [ 63 ] |
| 2025.  | Cesarica           | Hit ožujka                  | "Tika-taka"     | Nominacija | [ 64 ] |
| 2025.  | Cesarica           | Hit travnja                 | "Faza"          | Pobjeda    | [ 65 ] |
| 2025.  | Story Hall of Fame | Hit godine                  | "Anđeo"         | Pobjeda    | [ 66 ] |
| 2025.  | Cesarica           | Hit srpnja                  | "Honolulu"      | Nominacija | [ 67 ] |

## Vanjske poveznice
- Profil na yem.hr